# Topo (groupe)
Pour les articles homonymes, voir Topo.
Topo est un groupe musical espagnol, formé en 1978 par José Luis Jiménez (basse, chant), José Anselmo Laina (Lele Laina) (guitare, chant), Víctor Ruiz (claviers), et José Mariano Barrios (batterie).

## Histoire
En 1978, Asfalto sort son premier album après plusieurs années passées sur les scènes madrilènes. Le groupe est composé de José Luis Jiménez (basse et chant), Julio Castejón (guitare et chant), Enrique Cajide (batterie) et Lele Laina (guitare et chant). L'album regorge de classiques tels que Capitán Trueno, Días de escuela, Ser urbano ou Rocinante. Mais le résultat, pour des raisons de production et de divergences musicales, laisse tous les membres insatisfaits. Jiménez et Laina décident de quitter Asfalto pour fonder Topo, tandis que Castejón et Cajide poursuivent le groupe en incorporant Jorge García Banegas (claviers) et José Ramón « Guny » Pérez (basse).
En 1998, Jiménez et Lele Laina se retrouvent, cette fois avec Sergio Cisneros aux claviers et Roger Castro à la batterie. En 2000, ils sortent La Jaula del silencio sur le label Pies.  L'album passe totalement inaperçu (encore plus que les précédents). 
Encore une fois, un autre hiatus dû aux résultats de La Jaula del silencio jusqu'à ce que le producteur Ángel Romero leur propose, avec Miguel Bullido à la batterie, de récupérer une partie de leur répertoire (de Topo et Asfalto) dans un format acoustique, en publiant Canciones básicas en 2004.
En 2010, ils s'associent à nouveau avec Luis Cruz et décident de récupérer Topo, bien qu'ils abandonnent le clavier pour un line-up à deux guitares (donnant plus de priorité à leur harmonie personnelle et musicale qu'à leur line-up d'origine). Le groupe est complété par José Martos à la batterie. De tout cela naît Prohibido mirar atrás, publié en 2010 par The Fish Factory, une entreprise qui leur apporte stabilité et soutien inconditionnel,,.  Cette même année, le groupe comptait sept albums,.

## Discographie
- 1978 : Vallecas 1996 (Chapa)
- 1980 : Prêt à porter (Chapa)
- 1982 : Marea negra (Epic)
- 1986 : Ciudad de músicos (Snif)
- 1988 : Mis amigos están vivos (album live)
- 2000 : La Jaula del silencio (Pies)
- 2010 : Prohibido mirar atrás (The Fish Factory)
- 2011 : Cierta noche en Madrid (album live)
- 2015 : El Ritmo de la calle (The Fish Factory)
- 2016 : Rocktiembre (Warner Music)
- 2017 : Milenio (The Fish Factory)
- 2021 : Duros y dulces años (Martin Music)